# Paralimnophila flammeola
Paralimnophila flammeola är en tvåvingeart som beskrevs av Alexander 1924. Paralimnophila flammeola ingår i släktet Paralimnophila och familjen småharkrankar. Inga underarter finns listade i Catalogue of Life.